# لوكا مونديني
لوكا مونديني (بالإيطالية: Luca Mondini)‏ هو لاعب كرة قدم إيطالي في مركز حراسة المرمى، ولد في 25 فبراير 1970 في بارما في إيطاليا. لعب مع إنتر ميلان ونادي بادوفا ونادي بينيفينتو ونادي تريفيزو ونادي ريجيانا 1919 ونادي سامبدوريا ونادي سبيزيا ونادي كريمونيسي ونادي كومو ونادي لاتسيو ونادي نابولي.

## وصلات خارجية
- لوكا مونديني على موقع قاعدة بيانات كرة القدم.إي يو (الإنجليزية)
- لوكا مونديني على موقع عالم كرة القدم.نت (الإنجليزية)